# Refuge de La Valette
Das Refuge de La Valette ist eine Schutzhütte, die sich im Département Savoie in der Region Auvergne-Rhône-Alpes befindet. Die Schutzhütte gehört der Verwaltung des Nationalparks Vanoise. Sie befindet sich auf dem Gebiet der Gemeinde Pralognan-la-Vanoise und ist Etappenziel des Weitwanderwegs Tour des Glaciers de la Vanoise.
Von der Hütte aus hat man einen hervorragenden Blick auf den Gipfel Grande Casse (3855 m), dem höchsten Berg der Region Savoie. Ferner sind der Grand Bec sowie die Aiguille de Péclet gut zu sehen.

## Geschichte

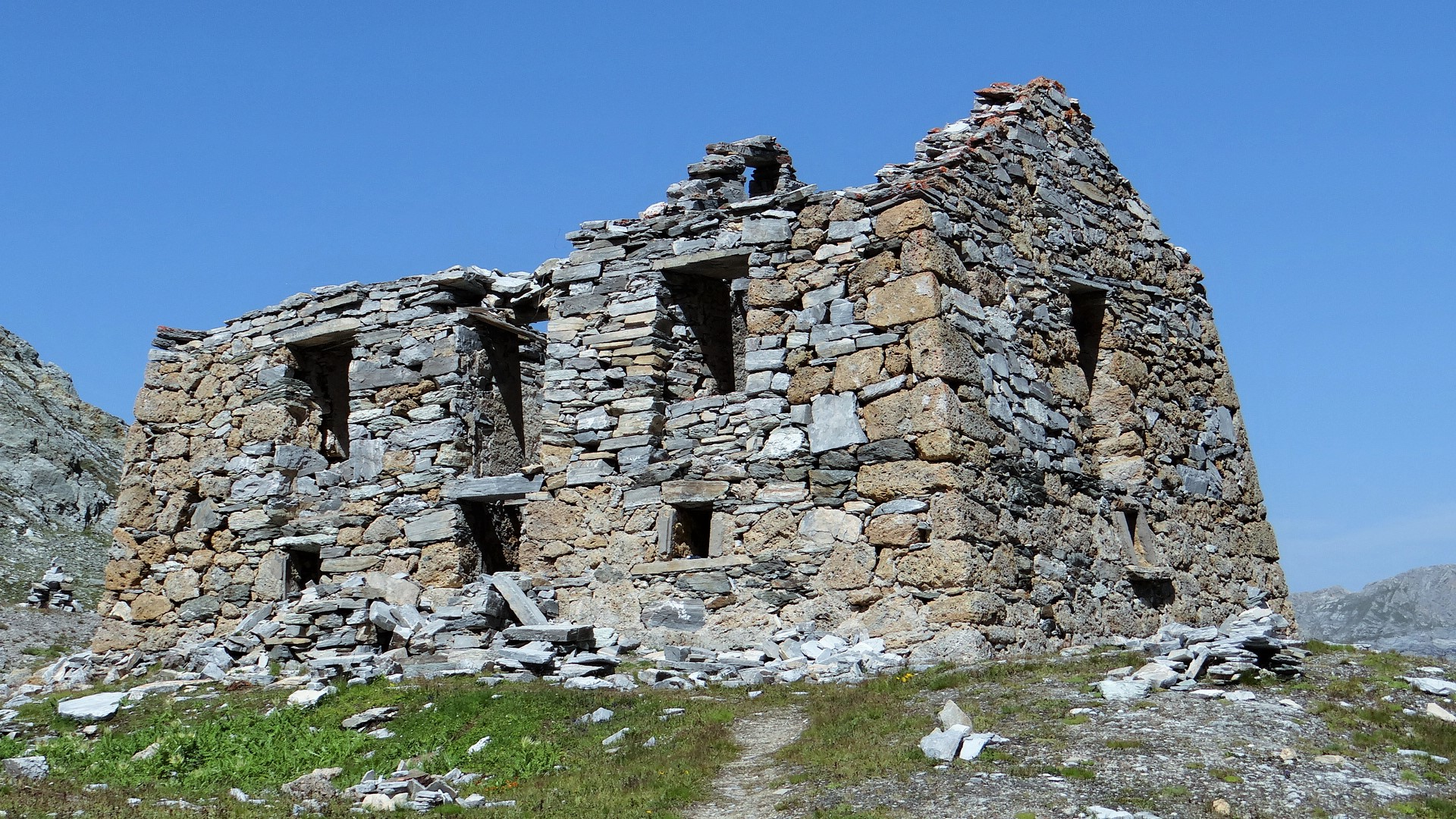
Die Ruinen der alten Schutzhütte. Sie liegt ca. 50 Höhenmeter höher.

Die erste Schutzhütte wurde an fast gleicher Stelle bereits im Jahr 1899 errichtet, musste aber bereits im darauffolgenden Frühjahr repariert werden, da ein starker Sturm das Dach schwer beschädigte. Die Ruinen sind heute noch auf dem Roc de la Valette sichtbar.
Die Schutzhütte in der heutigen Form wurde im Jahr 1971 errichtet und in den Jahren 1983 sowie 2008 erweitert.

## Zustieg
Der kürzeste Zustieg erfolgt ab dem Weiler des Prioux, der von Pralognon über die D124 erreicht werden kann.  Der Einstieg zum Pfad (1710 m) befindet sich auf Höhe des Weilers und steigt entlang des Torrent des Nants bis zur Herberge gleichen Namens an. Von dort steigt der Weg noch ca. 150 Höhenmeter in östliche Richtung an, bevor er nach Norden abknickt und nahezu eben zur Hütte führt. Für den Weg sind ca. 2h15 einzurechnen.
Alternativ kann man von Pralognan-la-Vanoise auf einer Höhe von 1450 m starten. Zunächst steigt der Weg in etlichen Kehren durch den Wald „foret d’Isertan“ in Richtung des Gipfels „Petit Marchet“  bergan und knickt dann unterhalb des Gipfels in südwestliche Richtung. Für den Weg, bei dem man fast 1200 Höhenmeter bewältigt, sind ca. 3h45 einzuplanen.

## Tourenmöglichkeiten
Von der Schutzhütte können die Gipfel Dôme des Sonnailles (3361 m) und Dôme de Chasseforêt (3586 m) bestiegen werden. Auf einem Höhenweg kann die Schutzhütte Refuge du Col de la Vanoise erreicht werden.
Die Hütte ist ebenfalls Etappenziel auf dem 75 km langen Wanderweg Tour des Glaciers de la Vanoise.

## Besonderheiten
Die Schutzhütte besteht aus 3 Gebäuden. Ein Gebäude beinhaltet die Küche sowie den Essraum, ein zweites Gebäude bietet den Wandern Unterkunft und das dritte Gebäude ist den professionellen Bergführern, dem Hüttenwirt sowie den Mitarbeitern des Nationalparks Vanoise vorbehalten.

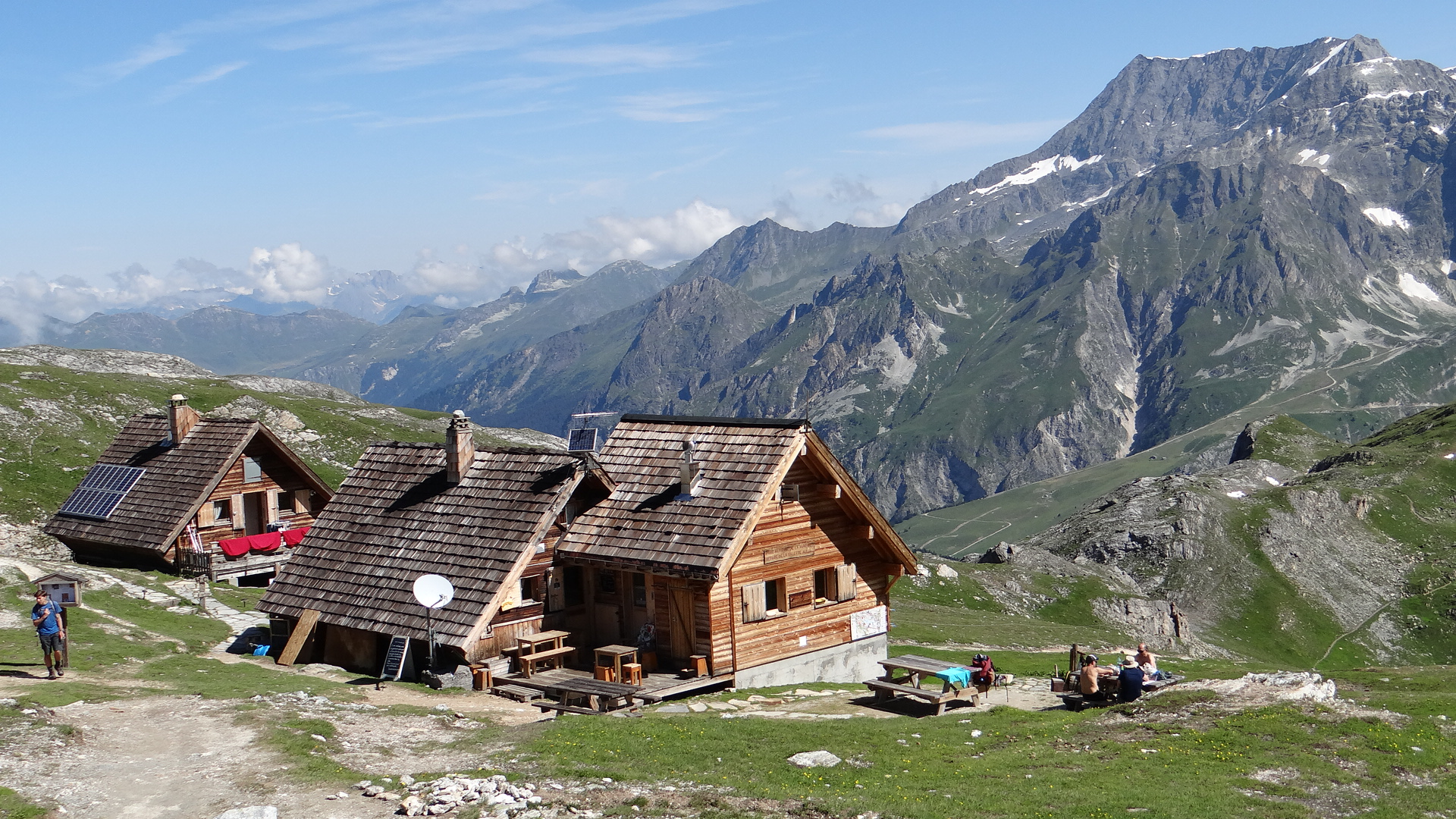
Die Schutzhütte vor dem Gipfel des Grand Bec.
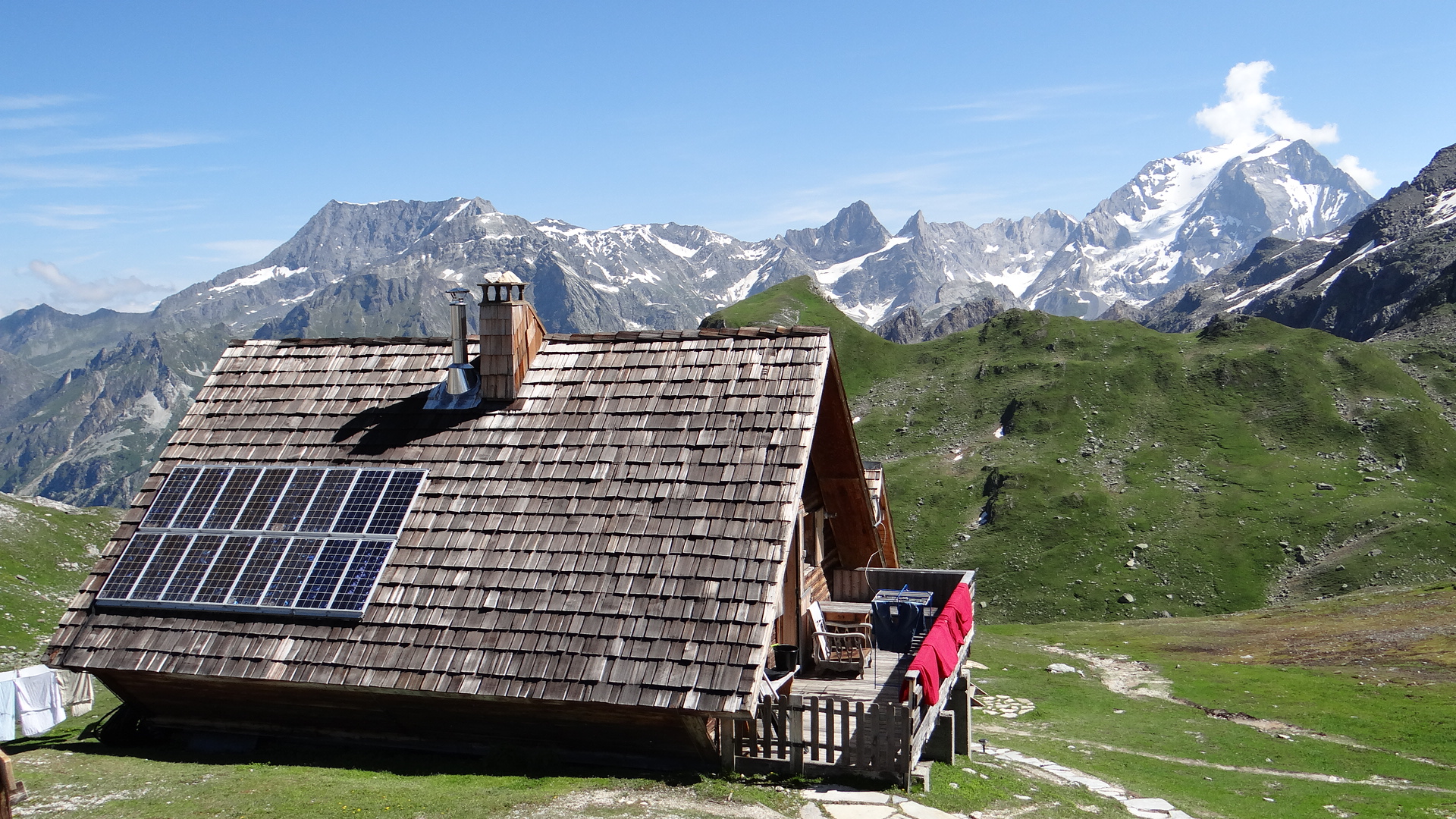
Die Schutzhütte mit Blick auf den Grand Bec und die Grande Casse.
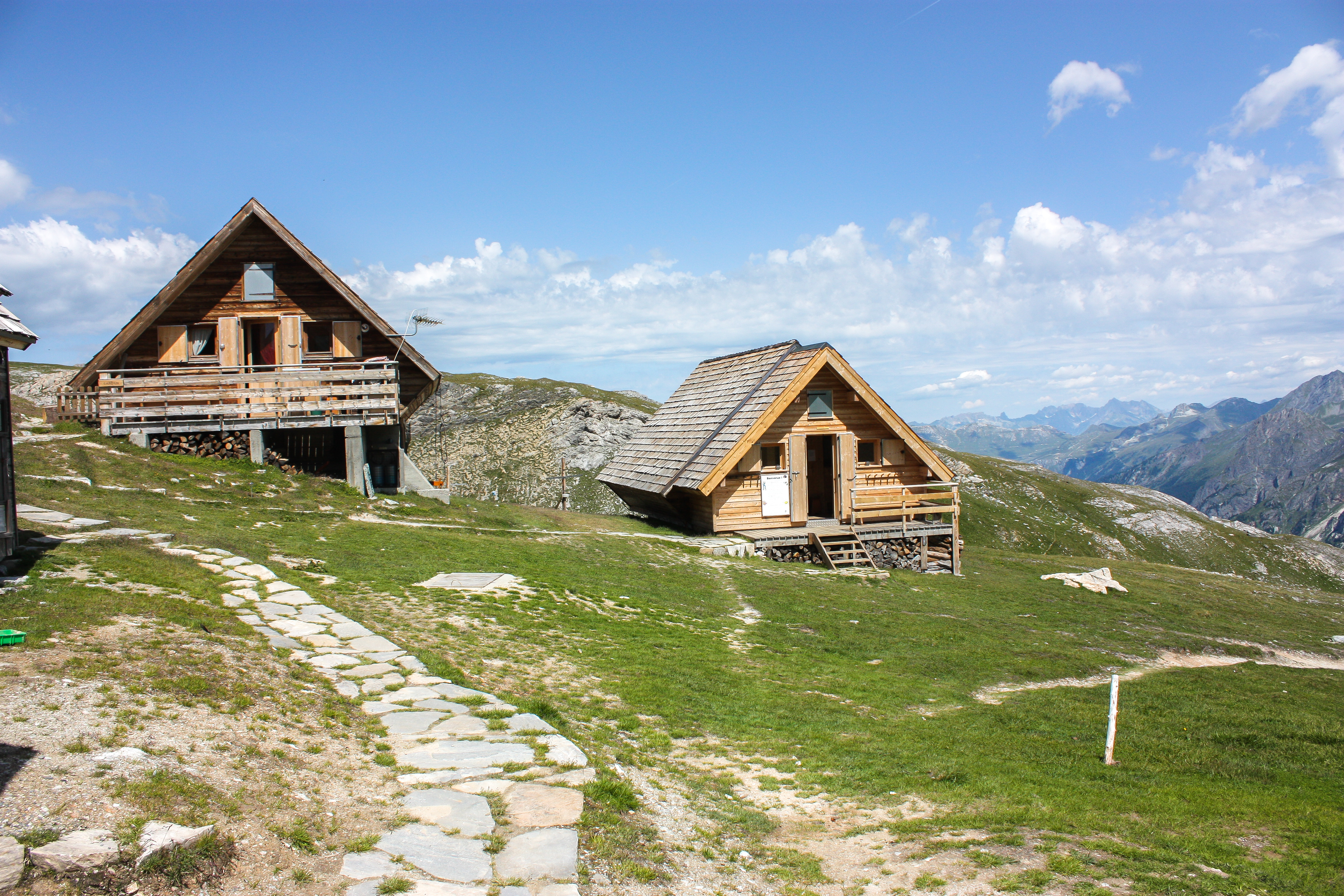
Zwei der drei Gebäude.
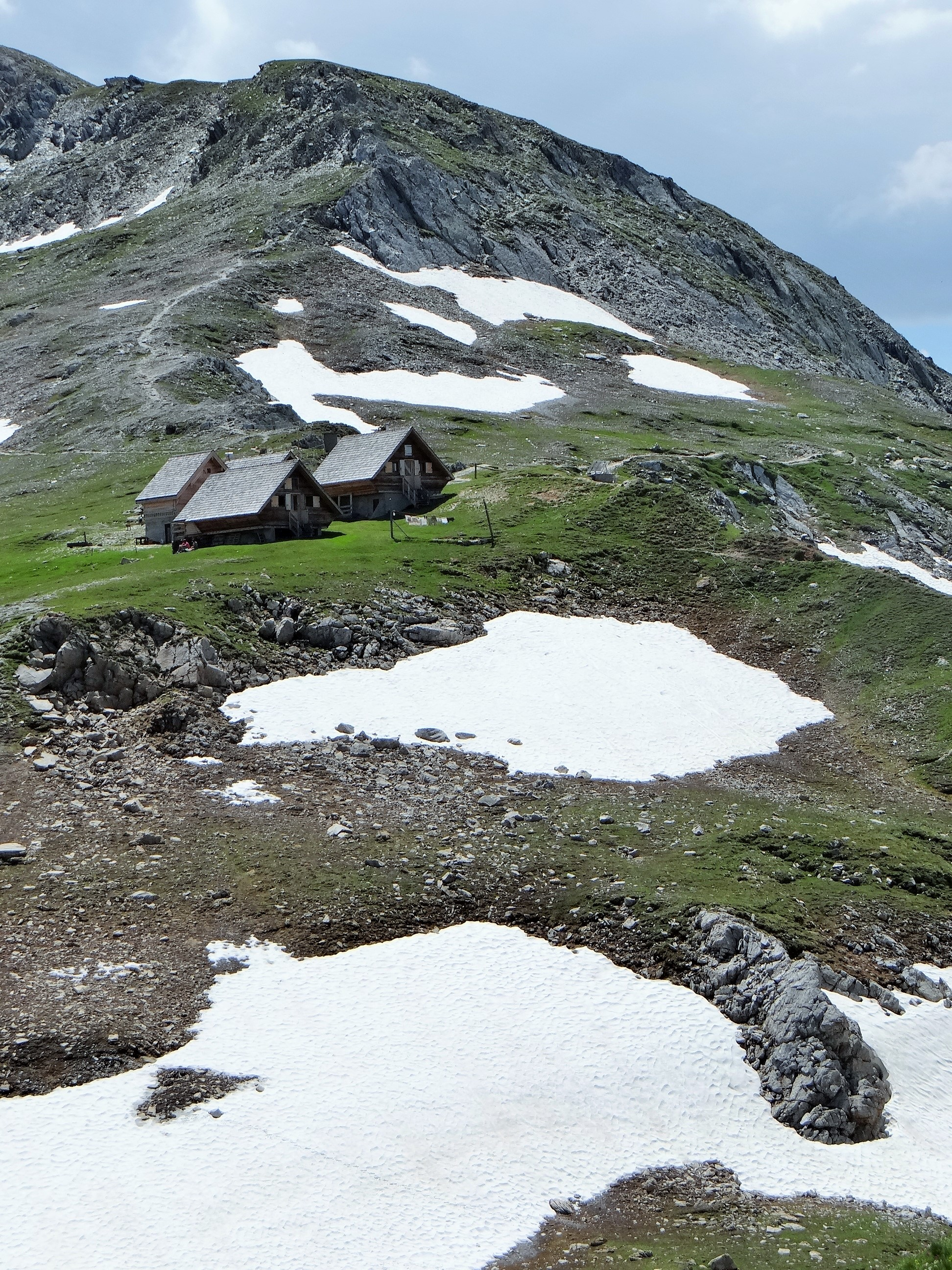
Schutzhütte.